# Santa Luzia (São Roque do Pico)
Santa Luzia es una freguesia portuguesa del concelho de São Roque do Pico (Azores), con 30,69 km² de superficie y 472 habitantes (2001). Su densidad de población es de 15,4 hab/km².